# Christoph Delz
Christoph Delz (* 3. Januar 1950 in Basel; † 13. September 1993 in Riehen) war ein Schweizer Komponist und Pianist.

## Leben
Christoph Delz erhielt bereits von früher Kindheit an Musikunterricht. Er erlangte schon vor dem Ablegen der Matura das Lehr- und Konzertdiplom für Klavier. Nach seinem Schulabschluss nahm er 1974 ein Studium an der Hochschule für Musik Köln auf. Dort belegte er die Fächer Klavier (bei Aloys Kontarsky), Komposition, elektrische Komposition sowie Dirigieren. Sein Kompositionslehrer war Karlheinz Stockhausen. Sein Studium in Köln beendete er im Jahre 1981.
Danach war er für drei Jahre im Elektronischen Studio der dortigen Musikhochschule tätig. Nebenher studierte er Germanistik und Philosophie an der Universität Köln. Im Jahre 1989 verlegte er seinen Wohnsitz von Köln zurück in die Schweiz, wo er sich in Riehen niederliess. Dort lebte er als freischaffender Komponist. Er erlag 1993 im Alter von dreiundvierzig Jahren seiner AIDS-Erkrankung.
Als Pianist interpretierte er neben eigenen Kompositionen auch die Werke anderer zeitgenössischer Komponisten, wie etwa von Mauricio Kagel und Claude Vivier, sowie klassische Werke insbesondere von Robert Schumann, Modest Mussorgski und auch Arnold Schönberg.
Sein kompositorisches Schaffen enthält vor allem Chorwerke und Kompositionen für Klavier. Daneben schuf er auch Nocturnes, Fantasien und Messen sowie Lieder.
Dass er AIDS hatte, erfuhr Delz einige Jahre vor seinem frühen Tod. 1990 (also 40-jährig) verfasste er ein Testament, mit welchem er auf seinen Tod hin die «Stiftung Christoph Delz» errichtete. Diese hat ihren Sitz in Basel. Sie bezweckt die Betreuung und Verbreitung seines musikalischen Nachlasses und die Förderung zeitgenössischer Komponisten von E-Musik. Zur Erfüllung dieses Zweckes soll die Stiftung insbesondere die Kompositionen von Christoph Delz über die Medien verbreiten sowie einen internationalen Kompositionswettbewerb für junge Teilnehmer ausschreiben.

## Werke (Auswahl)
- «Sils» für Klavier op. 1
- Klavierquartett op. 2
- «Siegel» für Bläser, Schlagzeug und Klavier op. 3
- «Kölner Messe» für Tonband, gemischten Chor und Knabenchor op. 4
- «Im Dschungel» für grosses Orchester op. 6
- Streichquartett op. 7
- 1. Klavierkonzert op. 9
- 2 Nocturnes für Klavier und Orchester op. 11
- «Jahreszeiten» für Klavier und kleines Orchester op. 12 (1991 bei den Weltmusiktagen der Internationalen Gesellschaft für Neue Musik, ISCM, in Zürich aufgeführt).[3]
- «Istanbul» für Klavier, Sopran, Bass, Chor und Orchester op. 14

## Auszeichnungen
- 1983: Bernd-Alois-Zimmermann-Stipendium der Stadt Köln

## Diskografie
- MDG: Sämtliche Werke Vol. 1: Im Dschungel für grosses Orchester op. 6; Klavierquartett op. 2; Die Atmer der Lydia für Orchester op. 5; Klavierkonzert op. 9; Arbeitslieder op. 8; Siegel für 8 Blasinstrumente, Schlagzeug & Klavier op. 3; Sils für Klavier op. 1; Streichquartett op. 7; Istanbul für Klavier, Sopran, Bass, Chor & Orchester op. 14[4]
- MDG: Sämtliche Werke Vol. 2 (2012): Solde. Lecture d’après Lautréamont op. 10a; Zwei Nocturnes op. 11; Joyce-Fantasie, op. 13a; andere (2 CDs)[5]
- MGB: Streichquartett[6]
- Guild (2004): acht Klavierwerke[7]